# Nemanja Maksimović
Nemanja Maksimović (Kirin Serbia: Немања Максимовић, phát âm [němaɲa maksǐːmoʋitɕ]; sinh ngày 26 tháng 1 năm 1995) là một cầu thủ bóng đá chuyên nghiệp người Serbia thi đấu ở vị trí tiền vệ cho Panathinaikos FC tại giải vô địch quốc gia Hy Lạp và đội tuyển bóng đá quốc gia Serbia.